# العلاقات البيلاروسية الغانية
العلاقات البيلاروسية الغانية هي العلاقات الثنائية التي تجمع بين روسيا البيضاء وغانا.

## مقارنة بين البلدين
هذه مقارنة عامة ومرجعية للدولتين:
| وجه المقارنة                                              | روسيا البيضاء                    | غانا         |
| --------------------------------------------------------- | -------------------------------- | ------------ |
| المساحة (كم2)                                             | 207.60 ألف                       | 238.53 ألف   |
| عدد السكان (نسمة)                                         | 9.50 مليون                       | 26.91 مليون  |
| الكثافة السكانية (ن./كم²)                                 | 45.76                            | 112.82       |
| العاصمة                                                   | مينسك                            | أكرا         |
| اللغة الرسمية                                             | اللغة البيلاروسية، اللغة الروسية | لغة إنجليزية |
| العملة                                                    | روبل بلاروسي                     | سيدي غاني    |
| الناتج المحلي الإجمالي (بليون دولار)                      | 54.44 مليار                      | 47.33 مليار  |
| الناتج المحلي الإجمالي (تعادل القوة الشرائية) بليون دولار | 168.35 مليار                     | 115.41 مليار |
| الناتج المحلي الإجمالي الاسمي للفرد دولار أمريكي          | 5.74 ألف                         | 1.37 ألف     |
| الناتج المحلي الإجمالي للفرد دولار أمريكي                 | 18.18 ألف                        | 4.08 ألف     |
| مؤشر التنمية البشرية                                      | 0.798                            | 0.579        |
| رمز المكالمات الدولي                                      | +375                             | +233         |
| رمز الإنترنت                                              | .by، .бел                        | .gh          |
| المنطقة الزمنية                                           | ت ع م+03:00                      | 00           |

## منظمات دولية مشتركة
يشترك البلدان في عضوية مجموعة من المنظمات الدولية، منها:
| علم المنظمة | اسم المنظمة                               | تاريخ انضمام روسيا البيضاء | تاريخ انضمام غانا |
| ----------- | ----------------------------------------- | -------------------------- | ----------------- |
|             | مؤسسة التمويل الدولية                     | 2 نوفمبر 1992              | 3 أبريل 1958      |
|             | منظمة حظر الأسلحة الكيميائية              | ?                          | ?                 |
|             | الأمم المتحدة                             | 24 أكتوبر 1945             | 8 مارس 1957       |
|             | الاتحاد الدولي للاتصالات                  | 7 مايو 1947                | 17 مايو 1957      |
|             | منظمة الشرطة الجنائية الدولية             | ?                          | ?                 |
|             | البنك الدولي للإنشاء والتعمير             | 10 يوليو 1992              | 20 سبتمبر 1957    |
|             | الاتحاد البريدي العالمي                   | ?                          | ?                 |
|             | المركز الدولي لتسوية المنازعات الاستشارية | 9 أغسطس 1992               | 14 أكتوبر 1966    |
|             | وكالة ضمان الاستثمار متعدد الأطراف        | 3 ديسمبر 1992              | 29 أبريل 1988     |
|             | يونسكو                                    | 12 مايو 1954               | 11 أبريل 1958     |

## وصلات خارجية
- موقع وزارة الخارجية البيلاروسية
- موقع وزارة الخارجية الغانية